# Rebić
Rebić is een plaats in de gemeente Udbina in de Kroatische provincie Lika-Senj. De plaats telt 6 inwoners (2001).